# Centrale nucleare di Kovvada
La centrale nucleare di Kovvada è una centrale nucleare indiana situata presso la città di ..., nello Stato dell'Andhra Pradesh. La centrale è attualmente in progettazione, sono previsti 6 reattori ABWR o ESBWR per una potenza fino a 9300 MW complessivi, che ne farebbero la prima centrale dotata di reattori BWR di III gen in India.
L'inizio della costruzione dei primi reattori non è ancora pianificata, benché si presume che la preparazione del sito inizi per il 2012.